# Supercoppa italiana 2001 (calcio femminile)
La Supercoppa italiana 2001 fu la 5ª edizione della competizione annuale che mette di fronte i club femminili campione d'Italia e vincitore della Coppa Italia.
Si tenne il 1º settembre 2001 allo Stadio "Centro d'Italia" di Rieti e vide contrapposte la Torres, campione d'Italia uscente e il Bardolino, finalista sconfitto della Coppa Italia 2000-01 vinta dalla formazione sarda campione d'Italia.
A conquistare il titolo fu il Bardolino (al suo primo successo) grazie a una rete di Valentina Boni al quarto minuto del secondo tempo supplementare.
Nei tempi regolamentari la partita era terminata 2-2 con vantaggio iniziale delle venete, sul 2-0 grazie a Placchi e Battistoli, poi rimontate dalle due reti di Conti e di Parejo, quest'ultima al terzo minuto di recupero.
Per la prima volta la Supercoppa fu vinta da un club né campione d'Italia in carica né detentore della Coppa Italia.

## Tabellino
| Arbitro: | Sabina De Nitto (Brindisi) |

| |              | |
| Conti 73’ Parejo 93’                                                                                                | Marcatori    | 45’ Moira Placchi 48’ Battistoli 109’ Boni |
| · Brunozzi · Deiana · 57’ E. Carrus · 57’ Ruiu · Masia · Conti · Monica Placchi · Marchio · Sberti · Carta · Parejo | Formazioni   | · Comin · Cassanelli · Moira Placchi · Barbierato 91’ · Formisano · Magnaguagno · Camporese · De Stefano · Pasqui 119’ · Boni · Battistoli 67’ |
| · 57’ F. Meloni · 57’ 114’ Glino                                                                                    | Sostituzioni | · Signor 91’ · Motta 119’ · Gozzi 67’ |
| Roberto Ennas | Allenatori   | Anna Maria Mega |